# 淡水鱼

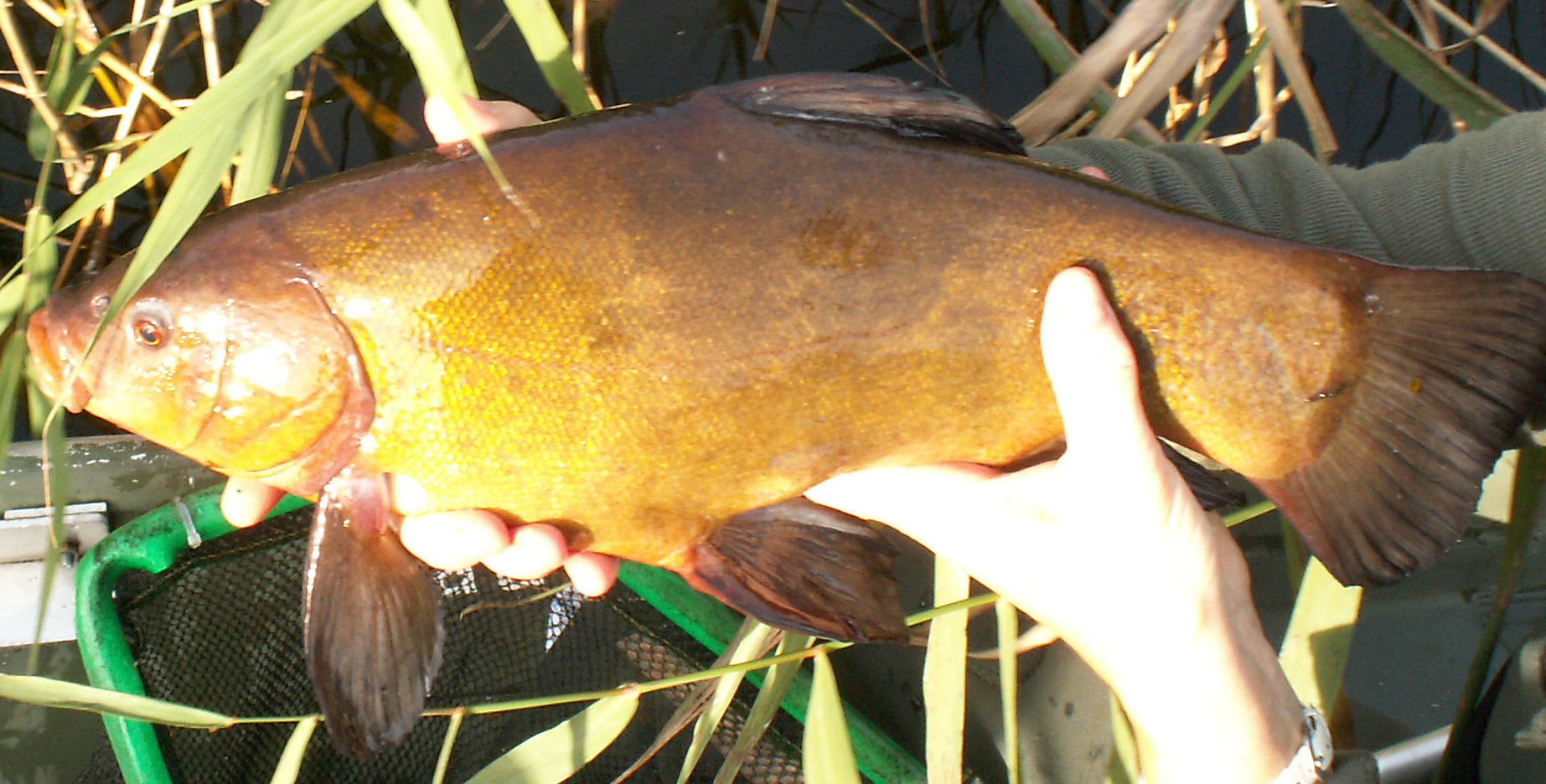
丁鳜是欧亚温带地区常见的淡水鱼。

淡水魚泛指任何主要栖息於湖泊、湿地、河流、溪流等淡水環境的魚類，是淡水生态系统最常見的水生動物。
地球的淡水面積少，淡水魚種類卻異常豐富，佔魚類物種數的約41.2% 。例如全球魚類約28000種（已记载為26000多種），淡水魚就有約10700種。雖然已知總數比海水魚少，但淡水水域（包括河流及湖泊）只佔地球總水域2.5%，故淡水魚的生物多样性明顯比海水魚豐富得多。平均每種海水魚可棲息的水體要比淡水魚高出7500倍。這是由於內陸河川常被分隔，致使淡水魚易於特化，所以在可棲息水體比海水魚少的情況下，仍有眾多種類。此外跟人類易於採集河、湖水魚種也有關係。
台灣的淡水魚只能生活在淡水裡，所以只能留在台灣發展，但鹹水魚卻可以自己跑進來台灣。如果要了解台灣的水資源，也跟魚類有關，評估標準除了看河川水質外，也看魚的棲息地水土保持是否做得好。
淡水魚的族譜可以藉由外型，骨骼，同工異構梅，到最嚴謹的DNA方法來分析，藉由這些方法可以研究出生物地理學(biogeography)，和族譜地理學(phylogeography)。
淡水魚的分類可以依鹽度和遷移特性來分，並不是依河跟海來區分，不是海一定是鹹水魚，河與海都會出現淡水魚和鹹水魚。淡水魚依鹽度可分，初級淡水魚，次級淡水魚，周緣性淡水魚(大致在海，有時會流入淡水)，例如鰻魚，如果依遷移特性可以分純淡水魚，河海洄游魚，這種淡水魚可以由入海，食物也比較多。台灣原生種淡水魚有47種，特有種有37種。
特有種是追魚類身世線索的關鍵，在冰河期，這種魚要經過很長的時間，像是千年，有時更久才會和祖先有明顯區隔的特徵變成特有種，至於非特有種像是原生種，可能時間不夠久演化還沒，有些還會跟原來的母群有基因交換。

### 定義
- 廣義：生活在淡水（只含0.3%鹽份的水）中的魚類。
- 狹義：部份或一生時間生活在淡水中的魚類。

## 分類

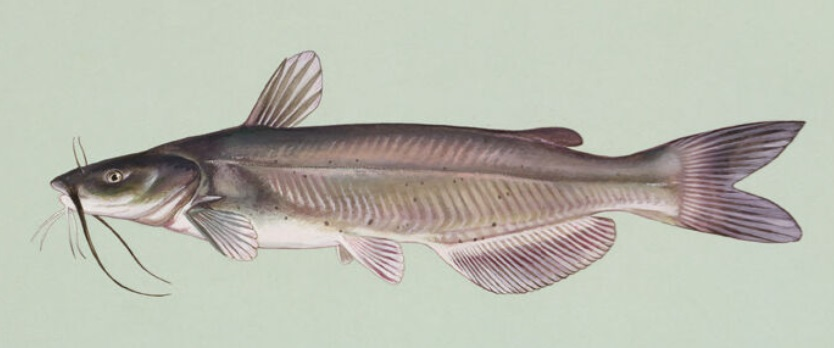
鯰魚

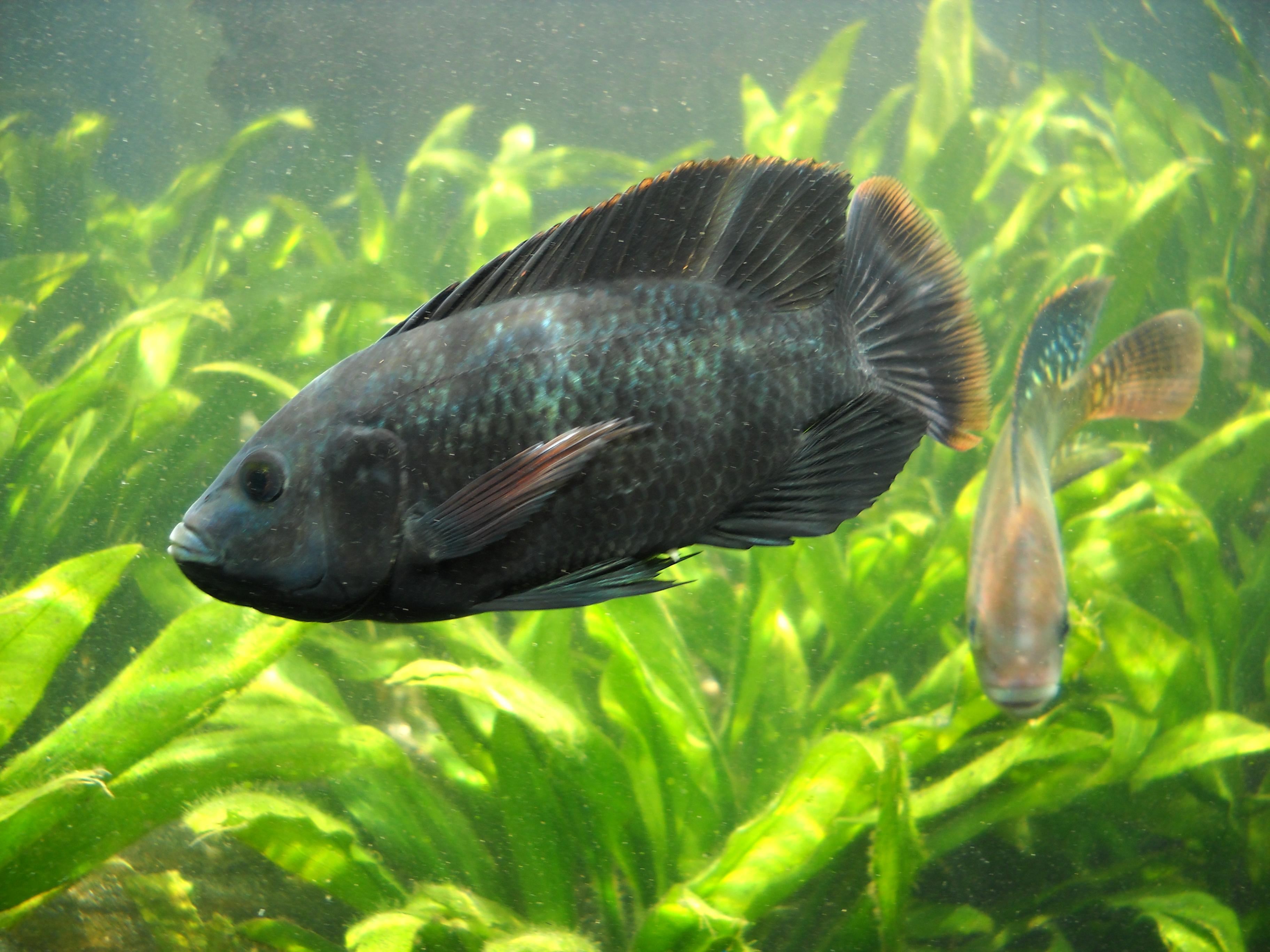
吳郭魚

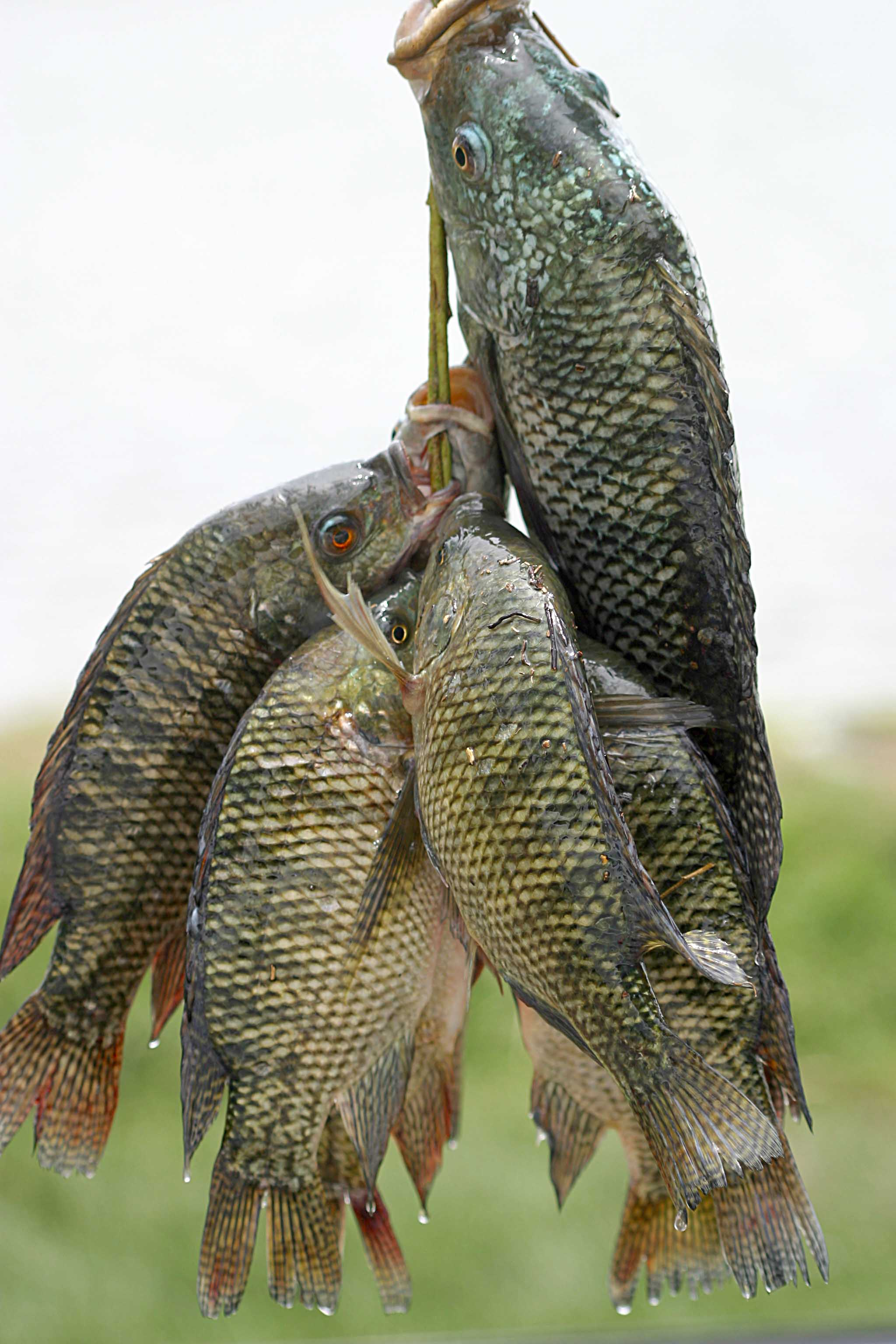
吳郭魚

### 以水中鹽分濃度分類
按水体盐分的基本划分：
- 初級性淡水魚
  - 一生只能生活在淡水中的魚類。佔總全球魚類33.1%，約8600種。
  - 例如：鯰魚、羅漢魚、鯉魚。
- 次級性淡水魚
  - 一生大部份時間生活在淡水，偶而活動或棲息於半淡鹹水、海水中的魚類。佔總全球魚類8.1%，約2100種。
  - 例如：吳郭魚、大肚魚。
- 周緣性淡水魚
  - 棲息於海水或半淡鹹水，其生活史亦會在淡水中生活，或進入半淡鹹水中活動的魚類。包括溯河性魚類、降海性魚類及偶然進入河川生活的海水魚。佔總全球魚類0.6%，約160種。
  - 例如：蛇鰻、牛尾魚。

### 以演化、棲地、習性分類

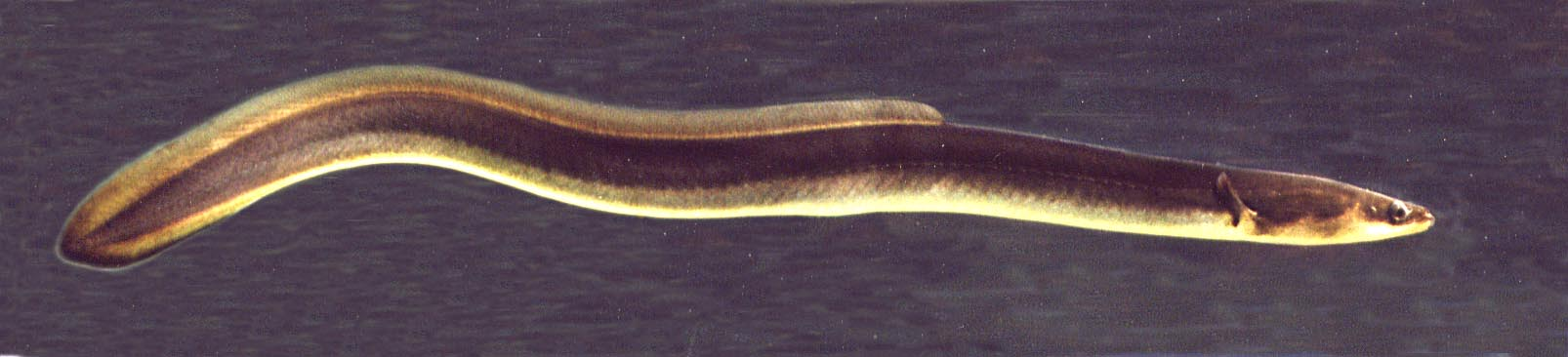
美洲鰻（降河洄游性）

包括鲤形目、鲇形目等在内的耳鰾派为淡水鱼最主要的演化支，约涵盖所有淡水鱼总数的2/3。
- 純淡水魚
  - 一生都生活於淡水中的魚類。
  - 例如：鯰魚、羅漢魚。
- 洄遊性魚(兩向洄遊魚)
  - 生涯史中，某段時間生活於淡水、海洋等不同鹽度的水域。包括溯河性魚類、降海性魚類。
  - 因地理而與海洋隔絕的陸封性洄遊魚類。
  - 例如：櫻花鉤吻鮭、香魚。
  - 又可分為兩類：淡水域洄遊魚類、河海洄遊魚類。
    - 淡水域洄遊魚類
      - 淡水魚的生涯史中，包括洄遊，都在淡水中進行。
      - 例如：埔里中華爬岩鰍。

    - 河海洄遊魚類
      - 其生活史中，會經過不同鹽度的棲息地，河海交界處是牠們洄遊必經之地。
      - 例如：日本禿頭鯊。
- 河口性魚
  - 所有生活在淡鹹水交匯區及海水的魚類。
  - 例如：棕塘鱧。

### 根據中國淡水魚分類
- 圓口類
  - 最原始的魚形脊椎動物。魚嘴並無真正的上下顎，口器為吸盤型，多是寄生或半寄生動物。沒有脊椎，只有脊索。
- 軟體魚類
  - 低等魚類。
  - 骨骼全為軟骨，鱗片為細小盾鱗，腸內有螺旋瓣。
- 軟骨硬鱗魚類
  - 硬骨魚類。
  - 骨胳系統為軟骨性，原始鱗片為骨質菱形，尾鰭為歪形，腸內有螺旋瓣。
- 真骨魚類
  - 現代最普通、最多、最繁盛的魚類。
  - 中國至少1050種淡水魚中，除少數13種外，其餘全為真骨魚類。

### 洄游魚類分類
- 海洋洄遊魚類
- 淡水洄遊魚類
- 河口半鹹水洄遊魚類
- 過河口性洄遊魚類

## 身體構造

### 魚鰭
魚鰭擔當著魚類遊泳的必要工具，共有胸鰭、背鰭、臀鰭、尾鰭四種。
- 胸鰭 - 幫助變換方向及停止遊動。
  - 有些會很特別：
  - 彈塗魚的胸鰭可支撐身體，甚致可當腳般走路。
- 背鰭、臀鰭 - 維持平衡和降低阻力。
- 尾鰭 - 推進魚體前進。

### 體色
多數淡水魚有特別的色彩和斑紋，或者體色與周圍環境一致，可隱蔽自己，或迷惑敵人及獵物，以保護自己或偷襲獵物。淺水中，魚的體色通常背為青、綠色，腹為淺白色，這些顔色被稱為消滅色，水底望上去，以為是天空，望下去，則覺是海水；而深水中，體色非常陰沈，常為深紅、黑等色。
- 喜於水面結隊游泳的魚
  - 魚體斑紋常有縱紋，游泳時，望上去比實際上快。
  - 例如：斑馬魚。
- 居住於水草、河流邊的魚
  - 魚體斑紋多為若干深黑色的條紋，具保護色作用。
  - 例如：台灣石𩼧。
- 居住洞穴的魚
  - 通常無色素細胞，魚體為肉色。
  - 例如：墨西哥盲魚。
- 晚間活動的魚
  - 大部份魚體顔非灰即黑，少數為紅色。
  - 例如：赤松球。
- 產卵期間的魚
  - 某些雄魚的體色變得鮮艷，這種體色稱「婚姻色」。(海水魚極少拥有婚姻色)。
  - 例如：粗首鱲。
- 成年後的魚
  - 成年後的體色和小時候的體色有所不同。
  - 例如：櫻花鉤吻鮭(小時候有明顯斑紋為保護色，成年後背部變青黑色，腹部為淺白色，還有約9個橢圓形的藍色斑點)。

### 攻擊與防禦器官
要生存，就要獵食、禦敵。並不是所有魚類都有此類器官。
- 觸
  - 引誘小魚，吸引足夠小魚時，突然吸入口中。
- 棘
  - 保護自己免被天敵吃去。
- 骨板
- 長喙
- 吸盤
  - 多數由胸鰭進化而成。
  - 讓魚可從容地吸在岩石、海藻、船底上。
- 發電器官
  - 可發放電流，功效有：
    - 電暈小魚，再吃掉牠。
    - 保護自己，當遇上危險時發電。
    - 聯絡同伴。
    - 辨別周圍情況。
    - 例如：電鰻。
- 毒棘、毒腺
  - 毒腺通常可在毒棘基部找到。
  - 可有效防禦自己，一旦被刺，腺管就會破裂，毒液便會進入傷口。

## 體型之最

### 鱘科
- 达氏鳇（學名：Huso dauricus），俗稱鰉、鱘鰉魚，產自东北亚的黑龙江、乌苏里江等水系，現存體型最大的淡水魚，也是僅次於其近親歐洲鰉的第二大軟骨硬鱗魚，可達5.6米長、1噸重。歐洲鰉則能達到6米長、1.5噸重，但並非純粹的淡水魚，而是主要生活在鹹水中。

### 匙吻鱘科
- 白鲟，產自长江水系，匙吻鲟科中体型最大者，也是长江中最大的生物，根据中国動物学家秉志的记述，其最大體長可達7米，估测最大体重可達500公斤。

### 鯰魚魚類

#### 最大的鯰魚魚類
- 歐鯰：又名歐洲巨鯰，世界上最大的淡水魚之一以及世界最大的鯰魚之一，體長最大5米，重336公斤。
- 懷頭鯰（学名：Silurus soldatovi）：世界上最大的淡水魚之一以及世界最大的鯰魚之一，體長最大4米，重40公斤。
- 絲條短平口鯰（Brachyplatystoma filamentosum）：又名撒旦鴨嘴，為世界上最大的淡水魚之一以及是世界最大的鯰魚之一，體長最大可達3.6米，重200公斤。
- 湄公河巨鯰（学名：Pangasianodon gigas）：又名巨無齒𩷶，世界上最大的鯰魚之一，也是世界上最重的鯰魚，體長最大2.7–3米，重263到350公斤。
- 長絲𩷶（學名：Pangasius sanitwongsei）：又名成吉思汗 (魚)，是世界最大的鯰魚之一，體長最大3米，重300公斤。
- 𩷶：又名巨鯰、扁加秋斯巨鯰，是世界最大的鯰魚之一，體長最大3米，重量不詳。
- 琵琶湖鯰 （学名：Silurus biwaensis）：又名琵琶湖巨鯰，是世界最大的鯰魚之一，體長最大2.4米，重140公斤。
- 巨魾：又名坦克鴨嘴，是世界最大的鯰魚之一，體長最大2米，重90.7公斤。

#### 最小的鯰魚魚類
- 扁頭微腺叉牙鯰（学名：Miuroglanis platycephalus）：是世界最小的鯰魚之一，體長最大1.2公分。
- 委內瑞拉擬叉齒毛鼻鯰（学名：Tridensimilis venezuelae）：可能與近親短擬叉齒毛鼻鯰一樣，可能也是寄生性魚類，是世界最小的鯰魚之一，體長最大2.5公分。
- 短擬叉齒毛鼻鯰（学名：Tridensimilis brevis）：屬寄生性魚類，會進入其他魚類的魚鰓，有時會誤入哺乳動物的尿道中，造成創傷，是世界最小的鯰魚之一，體長最大3公分。
- 兵鯰亞科(鼠魚)（Corydoradinae)
  - 哈伯兵鯰（学名：Corydoras habrosus）:又名娃娃鼠，是鼠魚的一種，體長可達2公分，最大可達到3.5公分，最小的三種兵鯰屬（Corydoras）中的一種。
  - 矛斑兵鯰（学名：Corydoras hastatus）：又名月光鼠，是鼠魚的一種，體長可達2.4–2.5公分，最大可達到3–3.5公分，是最小的三種兵鯰屬（Corydoras）中的一種。
  - 小兵鯰（学名：Corydoras pygmaeus）：又名精靈鼠，是鼠魚的一種，雄性體長可達1.9–2.1公分，雌性體長可達2.5公分，最大可達到3–3.2公分，是最小的三種兵鯰屬（Corydoras）中的一種。
  - 貝倫盾皮鮠（学名：Aspidoras belenos）：是鼠魚的一種，體長最大2.79–2.8公分。
  - 深棕盾皮鮠（学名：Aspidoras brunneus）：是鼠魚的一種，體長最大2.1–2.13公分。
  - 卡氏盾皮鮠（学名：Aspidoras carvalhoi）：是鼠魚的一種，體長最大2.5–2.54公分。
  - 寬頭盾皮鮠（学名：Aspidoras eurycephalus）：是鼠魚的一種，體長最大3公分。
  - 瑪麗盾皮鮠（学名：Aspidoras marianae）：是鼠魚的一種，體長最大2.9公分。
  - 少輻盾皮鮠（学名：Aspidoras pauciradiatus）：又名金線黃花鼠，是鼠魚的一種，體長最大2.9公分。
  - 喜鬥盾皮鮠（学名：Aspidoras velites）：是鼠魚的一種，體長最大2.79–2.8公分。

### 鯉科魚類

#### 最大的鯉科魚類
- 巨暹羅鯉（学名：Catlocarpio siamensis）：是现存鲤科鱼类中个体最大的品种，體長最大3米，重300公斤。
- 黄鳍结鱼（学名：Tor putitora）：又名金吉羅，體型足以和同為鯉科最大的魚種巨暹羅鯉媲美，體長最大2.75米，重54公斤。
- 结鱼（学名：Tor tor）：體長最大2米，體重9公斤。
- 尖頭葉唇魚（學名：Ptychocheilus lucius）：是北美洲最大的鯉科魚類，體長最大1.8米，重45公斤。

#### 最小的鯉科魚類
- 微鯉（Paedocypris progenetica）：雌性最大長度為1.03公分[3]，雄性略小，僅0.98公分，是目前已知世界最小的魚類之一。另外，目前發現的最小成體僅有0.79公分[3][4]，也是最小的鯉科魚類以及世界上最小的淡水魚。
- 透體小鿕（Danionella translucida）：體長1.1–1.2公分，世界上最小的魚類之一。

### 骨舌魚
- 巨骨舌魚（学名：Arapaima gigas）：又名象魚、巨巴西骨舌魚，世界上最大的淡水魚之一，體長最大4.5–6米，重200公斤。

### 雀鱔
- 大雀鱔（学名：Atractosteus spatula）：又名鱷雀鱔、福鱷、鱷魚火箭，世界上最大的淡水魚之一以及是北美洲最大的淡水魚之一，體長最大2.4–3.05公尺，重91–159公斤。

### 魟魚
- 多鱗沙粒魟（Urogymnus polylepis）：又名巨型黃貂魚、查菲窄尾魟，世界上最大的淡水魚之一以及最大的有毒魚類，還有是世界最大的淡水軟骨魚類，最大身長可達4.2–5公尺，寬1.1–1.9公尺，重500公斤至600公斤以上。
- 江魟屬 （Potamotrygon）：是燕魟目江魟科的四個屬之一，只生活在南美洲的淡水環境。

### 鯊魚(真正的淡水種)
- 恆河露齒鯊（學名：Glyphis gangeticus）：又名恆河真鯊、印度露齒鯊，是三種真正的淡水鯊魚之一，雖然可以在淡水中生活，但在汽水 (水域)、海洋中也可以發現其蹤跡，最大身長可達2.04米，重量不詳。
- 北河露齒鯊（學名：Glyphis garricki）：是三種真正的淡水鯊魚之一，雖然可以在淡水中生活，但在汽水 (水域)、海洋中也可以發現其蹤跡，最大身長可達1.7–2.51米，重量不詳。
- 露齒鯊（學名：Glyphis glyphis）：是三種真正的淡水鯊魚之一，但在汽水 (水域)、海洋中也可以發現其蹤跡，最大身長可達1.75–2.6米，重量不詳。

## 食物

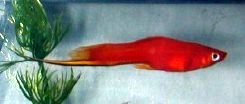
紅劍魚可以很好地控制蚊子數量

淡水魚多為草食性及雜食性，但亦有少量肉食性。
- 河川上游
  - 多以昆蟲、附著性藻類為食。
- 河川下游
  - 常以浮游生物、有機碎屑為食。

## 棲息地
基本上只要有淡水的地方，就有淡水魚居住，溫泉區或南北極，都可找到淡水魚的蹤跡。
- 河川上游
  - 約海拔1500公尺以上，水流急。
  - 有大量大石頭構成的池塘、石隙等棲息地。
  - 例如：鯝魚、鰕虎。
- 河川中游
  - 約海拔200至1500公尺。
  - 地形會頗為複雜，有平瀨、急瀨、平潭、深潭、瀑布、澗道、迴水等多種棲息地。
  - 例如：石鯉、香魚。
- 河川下游
  - 水勢平緩，易受污染，當地魚常被耐汙性高的外來魚種取代。
  - 例如：大肚魚、土虱。
- 湖泊
  - 居住在湖泊的淡水魚體型較大。
  - 例如：鯉魚

## 游泳方式
左右擺動身體可以上下左右的自由移動，魚鰭及魚標幫助游動功不可沒。
- 縱扁型的魚
  - 易於水平移動，機動力極佳，便於獵取食物及躲避捕食者。
  - 例如：台灣間爬岩鰍。
- 線型的魚
  - 泳速雖慢，但可像蛇般擺動及潛行。
  - 例如：泥鰍、黃鱔。
- 流線型的魚
  - 阻力小令到泳速飛快。
  - 例如：劍旗魚、鮭魚。

## 繁殖
魚的護卵方式和產卵數呈反比。越高明的護卵方式，產卵數越少，反之亦然。

### 魚卵
魚的卵分為浮性卵和沈性卵。
- 浮性卵 - 浮於水面。
- 沈性卵 - 沈於水底。又分為三種：黏著型、附著型、分離型。
  - 黏著型
    - 卵膜黏附於一起。

  - 附著型
    - 卵膜外有絲狀物體，可附於其他物體上。
    - 淡水魚的卵大多為這類型。

  - 分離型
    - 毫無機率般散播在水底。

### 護卵方式
魚護卵的方式有四種。
- 直接產卵於水中，不做任何保護。
- 守護著魚卵。

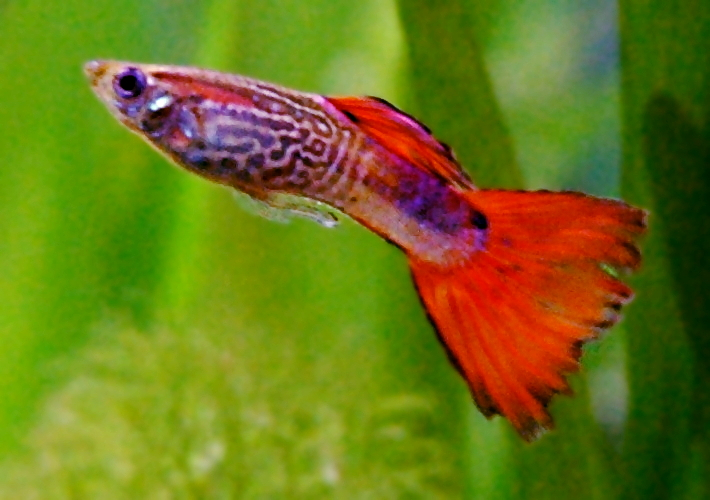
孔雀魚（卵胎生魚）

  - 把卵產於水底石上，雄魚、雌魚輪流晝夜守護。
  - 把卵置於口中。例如：慈鯛。
  - 把卵置於育嬰袋。例如：海馬。
- 卵胎生型。
  - 魚卵在雌魚體內成長後直接以小魚型態生出。
  - 例如：大肚魚、孔雀魚、茉莉魚、劍尾魚。
- 建巢
  - 將產卵場用嘴打掃乾淨。
  - 用嘴或鰭傳送水流以免魚卵缺氧而死。
  - 雄魚吐出泡沫，製成泡沫巢，提供孵卵場所。

## 本能

### 攻擊行為
- 雄魚為爭奪雌魚而互相攻擊同類。
- 和同種或異種爭取食物。
- 制伏獵物。
- 保護魚卵或幼魚(雌魚此時並不差於雄魚)。
- 保護地盤(驅逐對象不限定為同種)

### 防禦方式
保護自己。
- 本有防禦機製
  - 避免遇到敵人。
    - 隱藏
      - 生活於洞穴、縫隙內。
      - 將身體藏於沙中。
      - 寄生於其他動物體內/體外。
      - 吸附在其他大型物體下。

    - 保護色
      - 擁有和環境一樣或相近的顔色。
      - 比目魚為其中的佼佼者，處身於任何環境，即使眼盲，體色都可變得和環境一模一樣。

    - 展示警戒色
      - 體色極為鮮艷、美麗時，通常是非常危險(有毒)、適口性不佳。
      - 用以警戒敵人不要吃牠，否則吃力不討好。

    - 擬態
      - 具保護色功能，但連型態也和環境相似。
      - 例如：楊枝魚搖擺的動作會和身邊的海藻極為相似。
- 次生防禦行為
  - 當遇到獵食者後的逃生機制。
    - 退避
      - 最普通、基本的次生防禦行為。
      - 通常躲入石隙、水草叢、海藻等地中。
      - 十分有效，同時亦妨礙自身的活動，也不能得知獵食者何時離去。

    - 逃逸
      - 快速游泳。
      - 跳出水面。

    - 恐嚇
      - 恐嚇敵人。
      - 例如：魨會使身體膨脹，變成一大刺球。

    - 假死
      - 大部份獵食者只追獵活著的生物，假死可有效躲過獵殺。

    - 分散攻擊者注意力。
    - 某些魚類在尾部有一類似眼睛的大圓點，可使獵食者判斷方向錯誤。
- 其他防禦方式
  - 相對地，魚類還有很多各種千奇百怪的防禦方式。
    - 群居
      - 遇到獵食者時，雖有部分個體被獵食，但分散時會被獵食更多的個體。
      - 一個個體發現危險時，可立刻發出警戒信號，通知整個群體，警覺性奇高。

### 洄遊
魚類洄遊有不少原因。可分三種：生殖洄游、索餌洄游、越冬洄游。
- 生殖洄游
  - 為了產卵，不少魚類都會洄遊到出生地，距離可長可短。可以是：
    - 外海→沿岸
    - 溪河→河口
    - 江河/湖泊→江河/湖泊
    - 湖中央→湖邊

  - 沿岸海域有大量浮游生物可供幼魚食用。
  - 河口則是孵化幼魚的良好場所。
  - 部份魚類於此段時間停止進食。
- 索餌洄游
  - 洄游目的地有食物比較豐盛。
  - 幼魚成長時需大量營養，於是游到食物豐盛地方攝取食物。
  - 有些在洄遊過程中就已達到目的（索餌）。
- 越冬洄游
  - 水溫降低，尋找適合水溫水域。
  - 水溫越低，游速越快。
  - 水溫越溫，游速越慢。
- 其他洄游
  - 水流量改變。

幾種洄游可同時進行，主要取決於魚類種類。

### 趨性
魚兒對單向環境的刺激，動物的定向行動反應，定型反應。有：
- 趨光性
- 趨電性
- 趨觸性 (趨固性)
- 趨化性
- 趨流性

## 各地概況

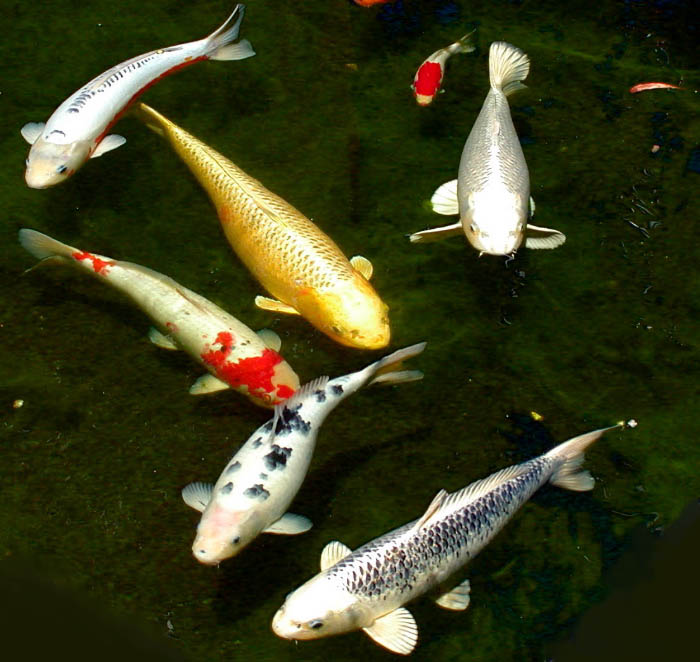
觀賞用鯉魚

### 中國大陸
- 18目52科294屬1050種，純淡水魚967種，洄遊性魚15種，河口性魚68種。
- 約500種為特有品種。
- 69種處於瀕危狀態。
- 最多的為鯉形目，約佔一半。

### 香港
- 145種，118種本地魚，27種外來魚，約三分一接近瀕危絕種。
- 香港第二大豐富生物，只次於鳥類。
- 若以土地比例計算，是亞洲區內淡水魚品種最豐富的地區。

### 台灣
- 總共約160種。63種純淡水魚。100餘種發現於淡鹹水域(包括22種洄遊性魚、23種河口性魚)。
- 34種為特有品種。
- 最多的為鰕虎科，其次為鯉科，兩者約佔50%。

## 保護
淡水魚通常居住於內陸水域，然而最近幾十年的經濟發展、人口增加、環境污染、濫墾、濫建、築壩、任意引進非本地品種、過度捕獲等問題，已令到淡水魚的自然棲息地及水質遭受到不可彌補的破壞，令到水生動物物種及數量大幅度銳減，其中約1800種淡水魚處於瀕危狀態，某些物種甚致經已絕種。若一個物種絕種，還會破壞食物鏈，嚴重影響生態平衡。
近親繁殖會影響人類後代，這一定律同樣適用於魚類，魚若近親繁殖，會造成魚類小型化。此情況常見於養魚場。
因此，人們需積極關心保護餘下飽受威脅的淡水魚。

## 延伸阅读
- 鹹水魚

## 外部連結
- 尋回台灣本土的淡水魚類 （页面存档备份，存于） - 中央研究院
- 淡水魚博物館 （页面存档备份，存于）
- 泰漁民捕獲可能是全球最大淡水魚
- 港淡水魚145種僅次鳥類 （页面存档备份，存于）